# قاچاق انسان در ژاپن
قاچاق انسان در ژاپن (انگلیسی: Human trafficking in Japan) طبق گزارش وزارت امور خارجه ایالات متحده، بعنوان یک کشور اصلی، منبع و مسیر ترانزیت برای مردان و زنان جهت کار اجباری و قاچاق جنسی است. قربانیان قاچاق انسان عبارتند از: کارگران مهاجر، زنان و کودکان مهاجران و زنان مهاجر به ژاپن که با ازدواج‌های فریبکارانه مجبور به فحشا شده‌اند و همچنین اتباع ژاپنی، «به ویژه دختران نوجوان فراری و فرزندان شهروندان ژاپنی که در خارج متولد شده و ملیت ژاپنی را به دست آورده‌اند».

## اقدامات دولت
طبق گزارش وزارت امورخارجه ایالات متحده در سال ۲۰۱۴ در مورد قاچاق انسان، دولت ژاپن به‌طور کامل از حداقل استانداردها برای از بین بردن قاچاق انسان تبعیت نمی‌کند، اما تلاش‌های زیادی برای انجام این کار انجام می‌دهد." ژاپن پروتکل UNIDO 2000 را در روز ۱۱ ماه ژوئیه سال ۲۰۱۷ تصویب کرد.
در سال ۲۰۰۵، ایرنه خان، دبیرکل عفو بین‌الملل، اعلام کرد که این کشور بزرگترین کشور وارد کننده قاچاق انسان است و تعداد زیادی از مردم از آسیای جنوب شرقی، اروپای شرقی، آمریکای جنوبی به‌صورت قاچاق به ژاپن منتقل شده‌اند.

## موضعگیریها
دفتر نظارت و مبارزه با قاچاق انسان در وزارت امور خارجه ایالات متحده آمریکا این کشور را در سال ۲۰۱۷ در سطح دوم "Tier 2" کشورهای (مبارزه با قاچاق انسان) قرار داد.